# 侵入 (アルバム)
『侵入』（Trespass）は、イギリスのプログレッシブ・ロック・バンド、ジェネシスのセカンド・アルバム。1970年10月23日発売。

## 概要
前作に比してより長尺で複雑な構成になり、その後の彼らの作品に共通するプログレッシブ・ロック的なアプローチがなされた。ギタリストであるアンソニー・フィリップスが参加した最後の作品となり、この作品の後にスティーヴ・ハケットが加入。また、他のメンバーからドラミングの腕に不満を持たれていたドラマーのジョン・メイヒューもこのアルバムを最後に解雇され、のちにバンドのドラマー、ボーカリストとして活躍したフィル・コリンズが参加することとなった。
セールス面ではイギリス本国においては決して振るわなかったが、ベルギーではチャート1位を記録し、1971年3月に初めて海外でツアーを行う結果となった。

## 収録曲
全曲作曲は、トニー・バンクス、ピーター・ガブリエル、アンソニー・フィリップス、マイク・ラザフォード

### A面
1. 「ルッキング・フォー・サムワン（旧邦題 何かを求めて）」 - "Looking for Someone" - 7:06
2. 「ホワイト・マウンテン（旧邦題 白い山）」 - "White Mountain" - 6:45
3. 「ヴィジョンズ・オブ・エンジェルス（旧邦題 天使の目）」 - "Visions of Angels" - 6:51

### B面
1. 「スタグネーション（旧邦題 よどみ）」 - "Stagnation" - 8:45
2. 「ダスク（旧邦題 たそがれ）」 - "Dusk" - 4:15
3. 「ザ・ナイフ」 - "The Knife" - 8:55

## 参加ミュージシャン
- ピーター・ガブリエル - ボーカル、フルート、アコーディオン、バスドラム、タンバリン
- アンソニー・フィリップス - ギター、ダルシマー、バッキング・ボーカル
- トニー・バンクス - オルガン、メロトロン、ピアノ、アコースティックギター、バッキング・ボーカル
- マイク・ラザフォード - ベース、ベース・ペダル、ギター、チェロ
- ジョン・メイヒュー - ドラムス、パーカッション、バッキング・ボーカル